# Adobe Bridge
Adobe Bridge és un programari d'Adobe Systems per a l'organització de les parts de la Creative Suite. És un component obligatori d'Adobe Creative Suite, Adobe eLearning Suite, Adobe Technical Communication Suite i Adobe Photoshop CS2 a través de CS6. Tanmateix, a partir de Creative Cloud, s'ha convertit en un component opcional que es descarrega mitjançant la subscripció a Creative Cloud.

## Detalls
Adobe Bridge s'utilitza sovint per organitzar fitxers canviant el nom d'un grup d'ells alhora, assignant etiquetes de colors o classificacions d'estrelles assignades als fitxers de la suite de programari d'Adobe corresponent, editar XMP i IPTC incrustades o associades). Model d'intercanvi d'informació metadades, o ordenar-los o categoritzar-los segons les seves metadades. Pot utilitzar aquestes opcions mitjançant diferents versions d'un fitxer que forma part d'un projecte Adobe Version Cue. No obstant això, no té les funcions d'edició de fotografies d'Adobe Photoshop Lightroom, que es duen a terme pel connector Camera Raw, que ve amb Adobe Photoshop. Els fitxers d'imatge es poden mostrar en miniatures, presentacions de diapositives o llistes de diferents mides. Cada carpeta, que es pot afegir a les adreces d'interès, té un fitxer de memòria cau per accelerar el temps de renderització de les imatges quan es visualitzen una miniatura. La memòria cau pot estar en una ubicació central o en carpetes individuals.
Adobe Bridge es pot invocar des de tots els components de Creative Suite excepte Adobe Acrobat.